# Удодова, Лариса Владимировна
Лариса Владимировна  Удодова (узб. Larisa Vladimirovna Udodova; род. 12 июля 1973) — советская и узбекистанская фристайлистка. Участница зимних Олимпийских игр 1992 и 1994 годов. Первая женщина, представлявшая Узбекистан на Олимпийских играх.

## Биография
Лариса Удодова родилась 12 июля 1973 года.
В соревнованиях по фристайлу выступала за Ташкент.
В 1992 году вошла в состав Объединённой команды на зимних Олимпийских играх в Альбервиле. В квалификации могула заняла предпоследнее, 23-е место, набрав 11,17 балла и уступив 10,15 балла худшей из попавших в финал Биргит Штайн из Германии.
В 1994 году вошла в состав сборной Узбекистана на зимних Олимпийских играх в Лиллехаммере. В квалификации могула заняла 21-е место, набрав 20,28 балла и уступив 1,95 балла худшей из попавших в финал Елене Королёвой из России.
Удодова стала первой женщиной, представлявшей Узбекистан на Олимпийских играх.
Мастер спорта Узбекистана международного класса.
Работает инструктором по горным лыжам и сноуборду в Красной Поляне.